# Bombagem solar

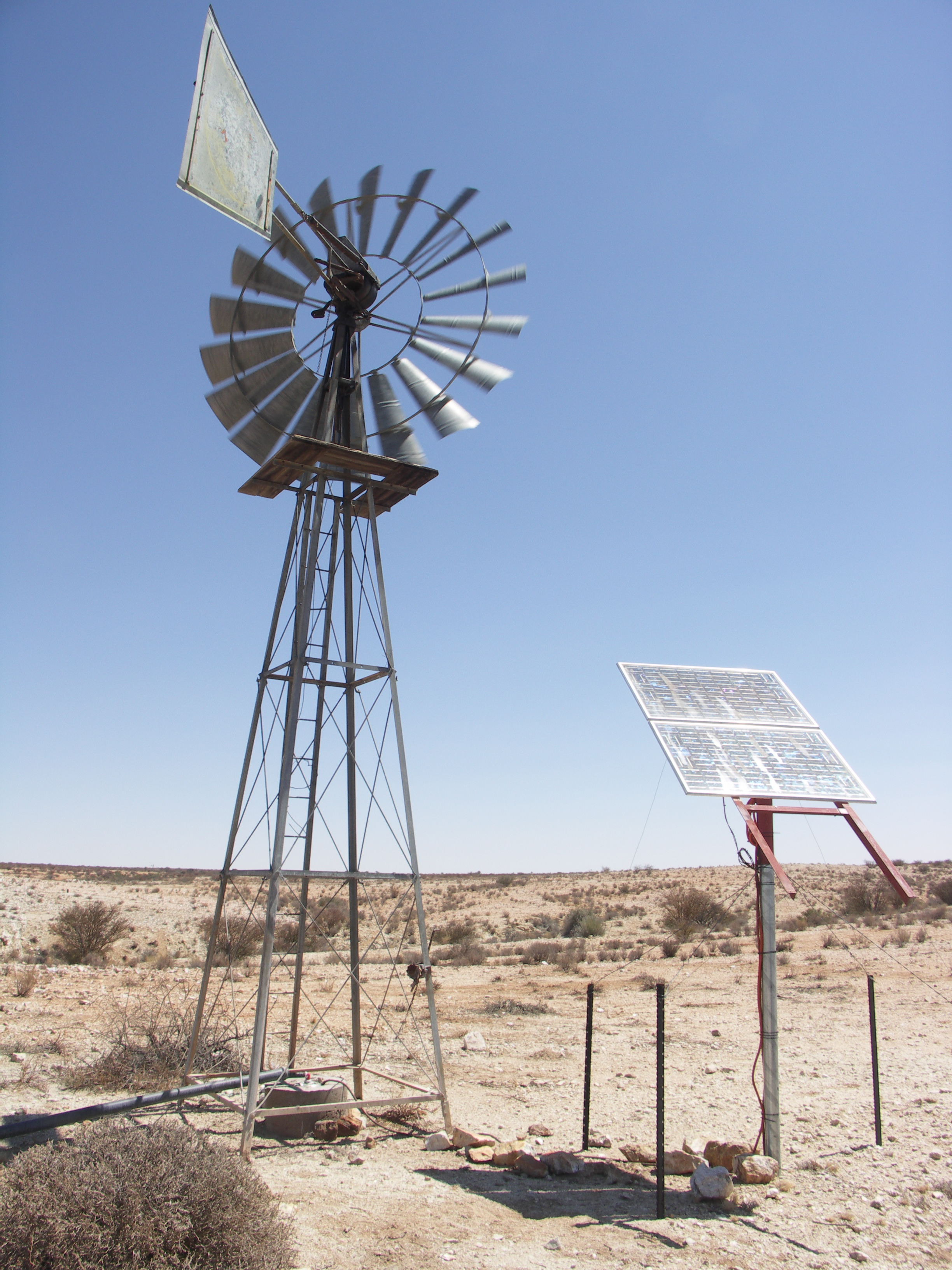
Uma bomba de água eólica substituída por um sistema de bombagem solar no Parque Nacional de Augrabies.

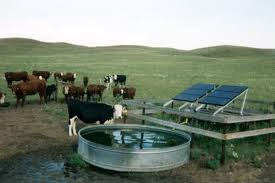
Esta bomba de água solar de até 5 CV é útil para servir água ao gado.

Um sistema de bombagem solar consiste em uma bomba hidráulica alimentada mediante painéis solares fotovoltaicos, em lugar de ser abastecida mediante eletricidade convencional ou diesel.
Os sistemas de bombagem fotovoltaico —ao igual que os alimentados mediante energia eólica— são muito úteis ali onde não é possível aceder à rede geral de eletricidade ou bem supõe um preço proibitivo. Seu custo é geralmente mais económico devido a seus menores custos de operação e manutenção, e apresentam um menor impacto ambiental que os sistemas de bombagem alimentados mediante motores de combustão interna, que têm ademais uma menor fiabilidade.
As bombas utilizadas podem ser tanto de corrente alternada (AC) como corrente contínua (DC). Normalmente empregam-se motores de corrente contínua para pequenas e médios aplicativos de até 3 kW de potência, enquanto para aplicativos maiores utilizam-se motores de corrente alternada acoplados a um inversor que transforma para seu uso a corrente contínua procedente dos painéis fotovoltaicos. Isto permite dimensionar sistemas desde 0,15 kW até mais de 55 kW de potência, que podem ser empregues para abastecer complexos sistemas de irrigação ou armazenamento de água.